# Villa Lumbeho
 (septembre 2019).
La Villa Lumbeho est un bâtiment de style classiciste tardif situé dans la partie nord-ouest de Hradčany à Prague, à l'ouest de l'école d'équitation du château de Hradčany, au nord de l'extrémité supérieure du Fossé aux Cerfs, non loin du quartier de Nový Svět. Depuis 2005, il est utilisé par le président de la République tchèque, Václav Klaus, qui vivait ici avec son épouse, Livia Klausová. Depuis 2013, il est utilisé par son successeur, le président Milos Zeman. 

## Histoire
C'est un endroit qui servait autrefois de lieu de sépulture. Les recherches archéologiques ont confirmé que les tombes remontent au Xe siècle et qu'elles appartenaient probablement à la cour princière du haut Moyen Âge. 
Dans le passé, il y avait une faisanderie impériale et d'autres bâtiments agricoles auxiliaires, construits par Rodolphe II, ils étaient adjacents à la ferme voisine, située près de l’école d’équitation du château de Prague. 
Le numéro 188 a été acheté par Heliodor Heindl en 1852 à Karl Lumbe, homme politique et médecin de Prague, et l'a reconstruite en style Empire. Au début du XXe siècle, y a vécu le peintre Miloš Jiránek, qui a également peint des vues remarquables à proximité du château de Prague. Les terres environnantes sont encore connues sous le nom de Jardins Lumbe, appartenant au frère du professeur Joseph, Karel Lumbe. En 1925 l'État tchécoslovaque a acheté la maison et les terres des héritiers de Karel Lumbe. Le bâtiment a ensuite été utilisé à diverses fins pendant de nombreuses années. À un moment donné, le bâtiment était tellement délabré que la démolition était envisagée. Dans les années 1990, lorsque le président Václav Havel était en poste au château de Prague, il a été reconstruit comme lieu d'hébergement représentatif pour les visites officielles.

## Usage actuel
Au début du XXIe siècle, le bâtiment a été choisi en 2004 par le président de la République tchèque, Václav Klaus, comme résidence. L’État tchèque a fait reconstruire l’édifice délabré pour en faire un siège représentatif du chef de l’État, pour un coût de 52 millions de couronnes. 
Depuis lors, la maison a été qualifiée de villa. Depuis 2013, elle est utilisée par ses successeurs, le président Miloš Zeman, puis après lui, le président Petr Pavel. 

## Liens